# Yuhei Marumoto
Yuhei Marumoto (丸本 侑平 Marumoto Yūhei?, nacido el 21 de mayo de 1991 en Fukuoka) es un exfutbolista japonés. Jugaba de centrocampista y su único club fue el Fujieda MYFC de Japón.

## Trayectoria

### Clubes
| Club         | País  | Año  |
| ------------ | ----- | ---- |
| Fujieda MYFC | Japón | 2014 |

## Estadística de carrera

### J. League
| Club         | Año   | J. League | J. League | Copa J. League | Copa J. League | Total | Total |
| Club         | Año   | Part.     | Goles     | Part.          | Goles          | Part. | Goles |
| ------------ | ----- | --------- | --------- | -------------- | -------------- | ----- | ----- |
| Fujieda MYFC | 2014  | 23        | 0         | -              | -              | 23    | 0     |
| Total        | Total | 23        | 0         | 0              | 0              | 23    | 0     |